# 비광
비광은 한국에서 제작된 이지원 감독의 2021년 드라마, 가족, 느와르 영화이다. 류승룡 등이 주연으로 출연하였다.

## 출연

### 주연
- 류승룡
- 하지원
- 김시아 (아역 : 이유주)

### 조연
- 김해숙
- 김선영
- 김영민
- 유재명
- 박명훈
- 이주원
- 이현균